# Mazel tov

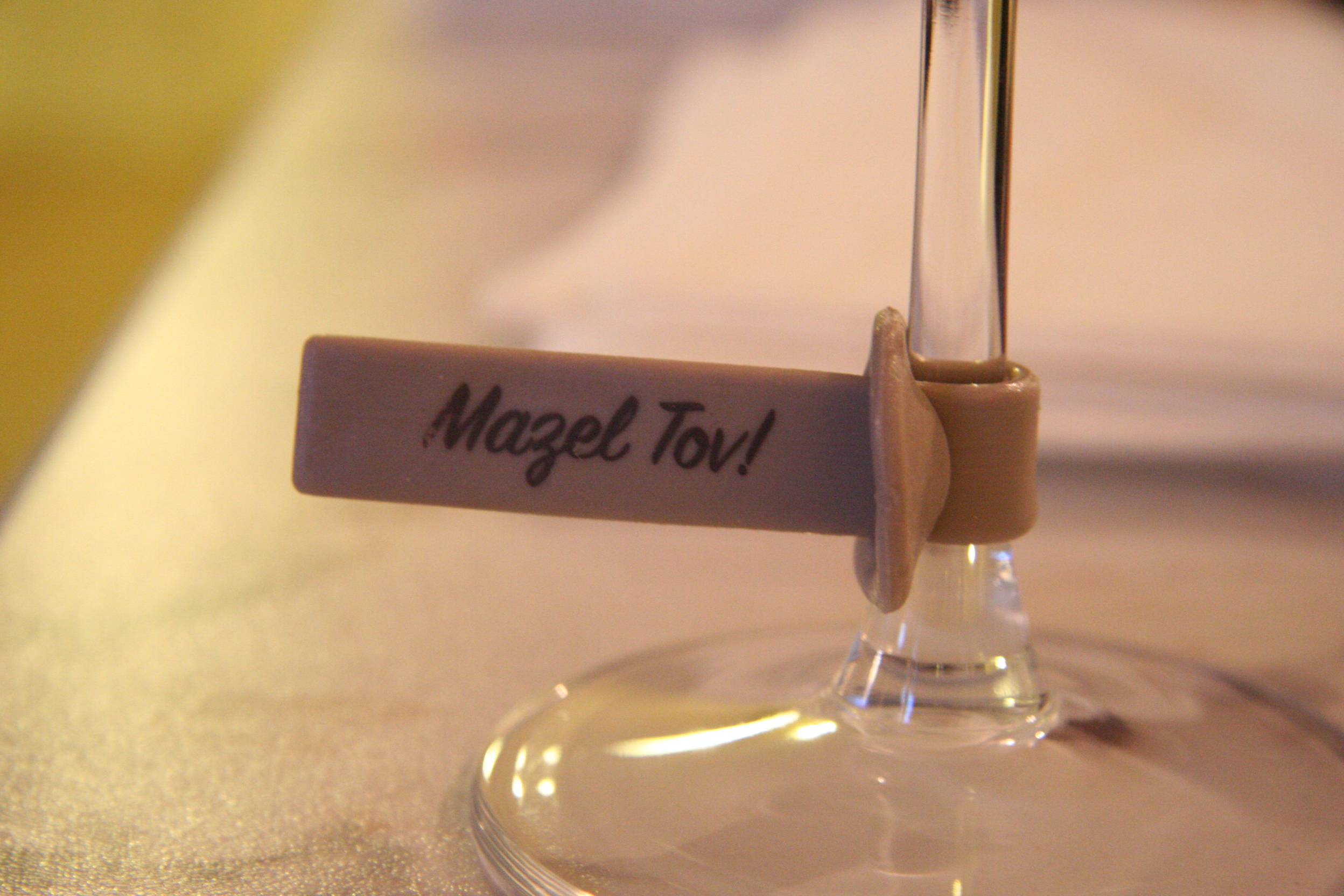
Mazel Tov! skrivet vid ett vinglas.

Mazel tov eller mazal tov är hebreiska för "god lycka" och används som fras i Israel och bland judar för att gratulera vid en positiv händelse.

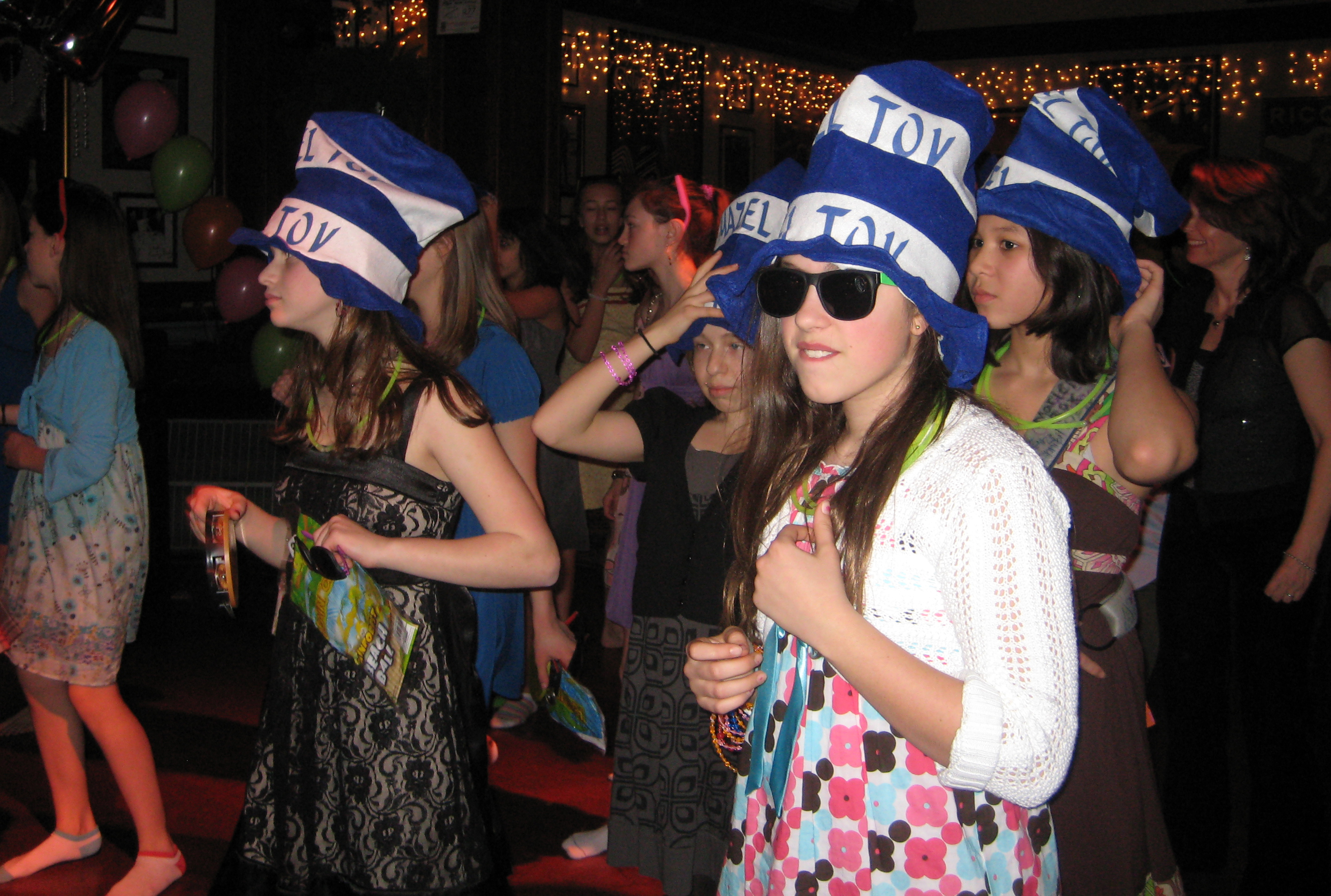
Partyhattar med frasen vid en bat mitzvah (2009).

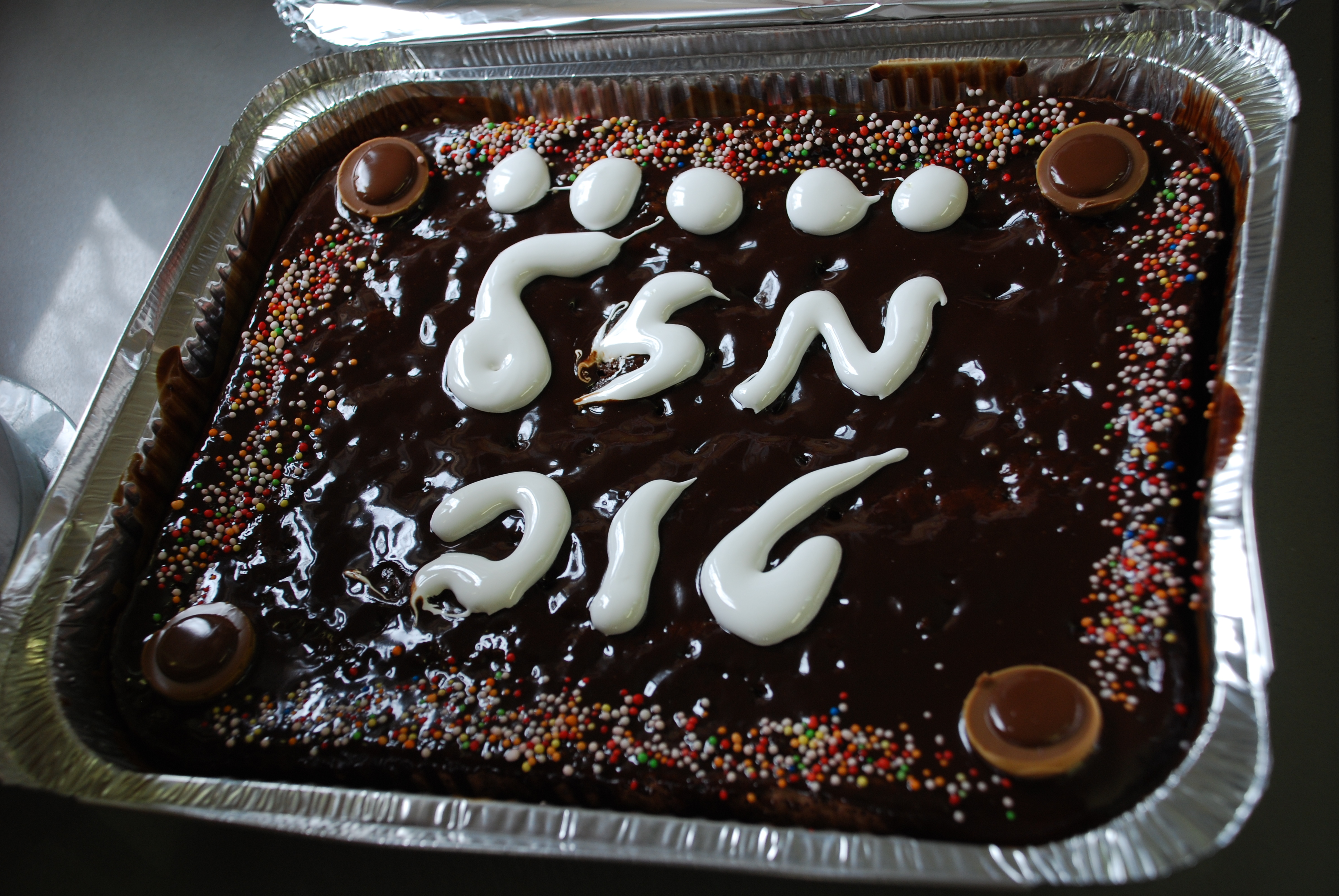
En födelsedagstårta med frasen skriven på hebreiska

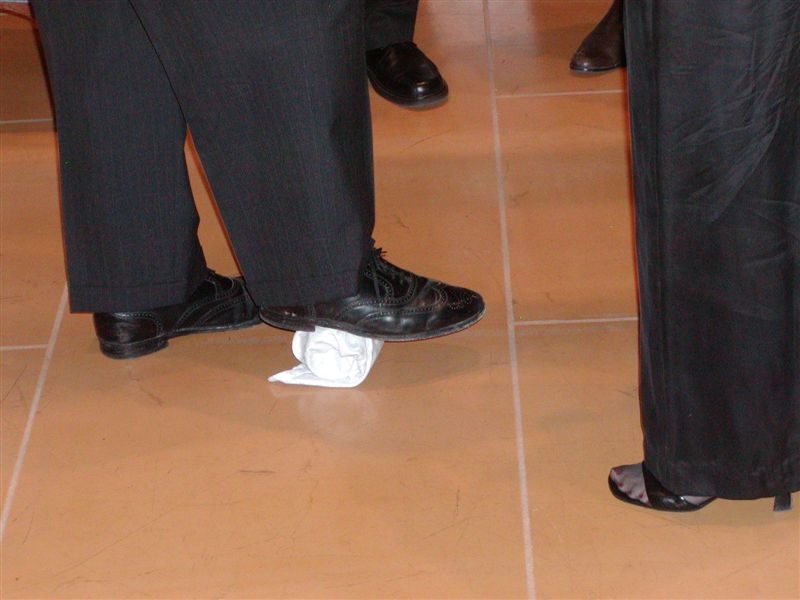
Efter det att brudgummen slagit sönder sitt glas ropas "Mazel Tov!". Detta under judiska bröllop.